# Egyenlítői-Guinea zászlaja

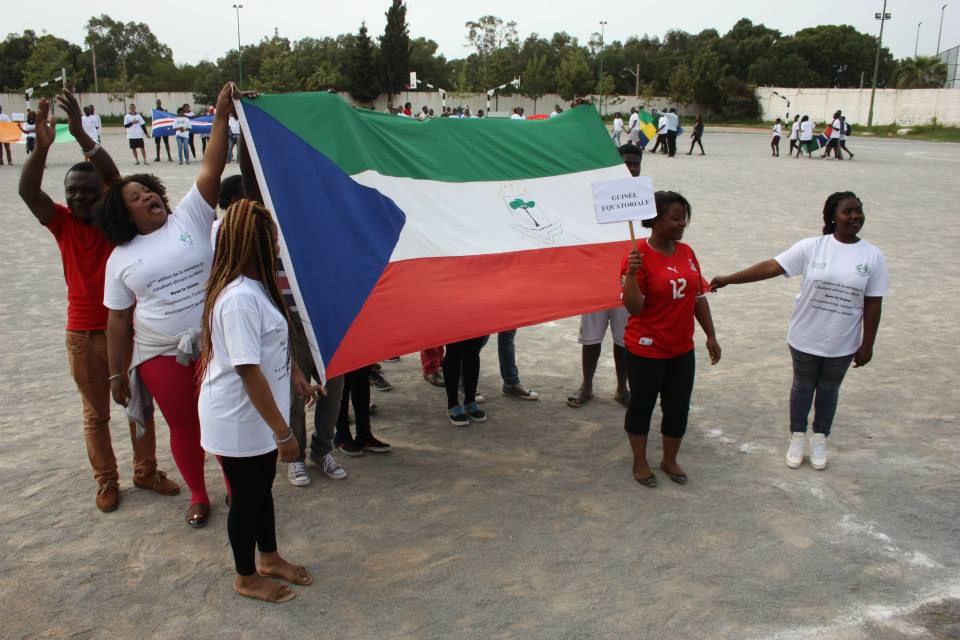
Emberek egyenlítői-guineai zászlóval

Egyenlítői-Guinea zászlaját (spanyolul: Bandera de Guinea Ecuatorial) 1979. augusztus 21-én fogadták el.  A zászlón látható hat csillag az ország szárazföldi területét és öt szigetét jelképezi. Francisco Nguema diktátor uralma alatt a zászlót módosították, és más nemzeti emblémát használtak benne. Leszerelése után az eredeti zászlót visszaállították.

## Szimbólumok
A zászló egy vízszintes trikolór, zöld, fehér és piros csíkokkal és egy kék háromszöggel a felvonónál . A zöld az ország természeti erőforrásait, mezőgazdaságát és dzsungeleit szimbolizálja. A kék a tengert szimbolizálja, amely összeköti a szárazföldet a szigetekkel. A fehér a békét szimbolizálja. A piros függetlenségért harcolók által ontott vért szimbolizálja.

## Történelem
A zászlót először a függetlenség napján, 1968. október 12.-én tűzték ki, ellátva a nemzeti jelképpel a közepén.1973-ban azonban, Francisco Nguema rezsimje alatt, egy másik nemzeti emblémát használtak a zászlón. Nguema uralma alatt a címer több szerszámból, egy kardból és egy csirkéből állt. A módosított nemzeti mottó, a Trabajo (munka), és a Unidad, Paz, Justicia (Egység, Béke, Igazságosság), két szalagba lett rá írva a zászlón. Az eredeti címert Nguema 1979. augusztus 21.-i leváltása után állították vissza. A címer tartalmaz egy ezüst pajzsot, egy selyem-pamutfát, vagy ahogy a helyi nyelven mondanák Ceibát, amely Rio Muni címeréből származott. A pajzs felett 6 hatágú sárga csillag íve látható, amelyek Rio Munit és a tengeri szigeteket jelképezi. A pajzs alatt egy ezüst tekercs található a nemzeti mottóval: Unidad, Paz, Justicia ("Egység, Béke, igazságosság").  Úgy tartják, hogy egy selyempamutfa alatt kötött szerződést Spanyolország és egy helyi uralkodó, amely a gyarmati uralom kezdetét jelentette.

Első zászló (1968–73).
Második zászló Francisco Nguema uralma alatt (1973–1979).
1945 után Spanyol Guinea zászlaja.

## Lásd még
- Egyenlítői-Guinea címere